# Distribució gaussiana modificada exponencialment
En la teoria de la probabilitat, una distribució gaussiana modificada exponencialment (EMG, també coneguda com a distribució exGaussiana) descriu la suma de variables aleatòries normals i exponencials independents. Una variable aleatòria exGaussiana Z es pot expressar com Z = X + Y, on X i Y són independents, X és gaussià amb mitjana μ i variància σ2, i Y és exponencial de la velocitat λ. Té una inclinació positiva característica del component exponencial.

## Definició
La funció de densitat de probabilitat (pdf) de la distribució normal modificada exponencialment és
{\displaystyle f(x;\mu ,\sigma ,\lambda )={\frac {\lambda }{2}}e^{{\frac {\lambda }{2}}(2\mu +\lambda \sigma ^{2}-2x)}\operatorname {erfc} \left({\frac {\mu +\lambda \sigma ^{2}-x}{{\sqrt {2}}\sigma }}\right),}
on erfc és la funció d'error complementària definida com
{\displaystyle {\begin{aligned}\operatorname {erfc} (x)&=1-\operatorname {erf} (x)\\&={\frac {2}{\sqrt {\pi }}}\int _{x}^{\infty }e^{-t^{2}}\,dt.\end{aligned}}}
Aquesta funció de densitat es deriva mitjançant la convolució de les funcions de densitat de probabilitat normal i exponencial.

## Ocurrència
La distribució s'utilitza com a model teòric per a la forma dels pics cromatogràfics. S'ha proposat com a model estadístic del temps intermitòtic en cèl·lules en divisió. També s'utilitza en el modelatge de feixos d'ions en clúster. S'utilitza habitualment en psicologia i altres ciències del cervell en l'estudi dels temps de resposta. En una variant lleugera on la mitjana del component Normal s'estableix a zero, també s'utilitza a l'anàlisi de fronteres estocàstiques, com una de les especificacions distributives per al terme d'error compost que modela la ineficiència. En el processament de senyals, els EMG s'han estès al cas multimodal amb un terme d'oscil·lació opcional per representar senyals de so digitalitzats.